# Archi (rivista)
Archi è una rivista svizzera di lingua italiana che si occupa di architettura, ingegneria e urbanistica.
Fondata nel 1998 e pubblicata con cadenza bimestrale, rappresenta la maggiore rivista della Svizzera italiana dedicata ai temi per progettisti, architetti, ingegneri, istituzioni, attori e operatori del settore edile
È pubblicata dalla casa editrice Espazium di Zurigo, che pubblica anche le riviste TEC21 (in tedesco) e Tracés (in francese).
Dal 2018 è diretta dall'architetta Mercedes Daguerre.